# Werner Hoyer
Werner Hoyer (Wuppertal, 17 de noviembre de 1951) es un político alemán del Partido Democrático Libre (en alemán: Freie Demokratische Partei, FDP), que ocupó el cargo de presidente del Banco Europeo de Inversiones hasta el 31 de diciembre de 2023.

## Educación y comienzos
Hoyer se graduó como economista en la Universidad de Colonia en 1974, y trabajó como asistente científico allí hasta 1984. Obtuvo un doctorado en economía en 1977, con una tesis llamada Vermögenseffekte des Geldes – Theoretische Ansätze zur Rolle des Geldes als Vermögensobjekt im Wirtschaftsprozess (Efectos de la propiedad del dinero: enfoques teóricos del papel del dinero como activo en el proceso económico). De 1985 a 1987, trabajó con la Sociedad Carl Duisberg en Colonia. Enseñó economía internacional en la Universidad de Colonia hasta 1994. Hoyer es miembro de la Unión de Federalistas Europeos (UEF).

## Carrera política
En 1972, Hoyer se convirtió en miembro del FDP, y fue miembro de la junta directiva de los Jóvenes Liberales de 1983 a 1986. Presidió la junta local del partido en Colonia de 1984 a 1992, y se convirtió en miembro de la junta del FDP en Renania del Norte-Westfalia en 1984 y de la junta federal del FDP en 1994. Bajo la dirección de Klaus Kinkel, fue secretario general de su partido de 1993 a 1994. De 1997 a 2000, fue vicepresidente y de 2000 a 2005, presidente del Partido de la Alianza de los Liberales y Demócratas por Europa.

### Miembro del Bundestag alemán, 1987-2012
Hoyer se convirtió en miembro del Bundestag en las elecciones de 1987, y se desempeñó como director parlamentario (Parlamentarischer Geschäftsführer) desde 1989 hasta 1993 y en portavoz de su partido de política de seguridad desde 1990 hasta 1994. De 2002 a 2009, fue vicepresidente del grupo parlamentario del FDP en el Bundestag bajo la dirección de sucesivos presidentes Wolfgang Gerhardt (2002-2006) y Guido Westerwelle (2006-2009). Entre 2005 y 2009, también se desempeñó como vicepresidente del Grupo de Amistad Parlamentaria germano-estadounidense.

#### Ministro de Estado en el Ministerio de Asuntos Exteriores, 1994-1998
De 1994 a 1998, Hoyer fue Ministro de Estado (Staatsminister) en el Ministerio de Asuntos Exteriores en el 5.º Gobierno de Kohl bajo el ministro de Asuntos Exteriores Klaus Kinkel. En esta capacidad, fue el representante alemán en un grupo de trabajo de alto nivel presidido por el ministro español de Asuntos Exteriores, Carlos Westendorp, y se preparó para preparar las negociaciones sobre el cambio de tratado que condujeron al Tratado de Ámsterdam y, posteriormente, al de Niza. En 1996, fue el negociador alemán durante una conferencia intergubernamental en Turín destinada a mejorar los procesos de toma de decisiones de la Unión Europea, incluido el establecimiento de un Alto Representante de la Unión para Asuntos Exteriores y Política de Seguridad. También reiteró repetidamente la determinación alemana de ingresar a una moneda única, el euro, en 1999.

#### Ministro de Estado en el Ministerio de Asuntos Exteriores, 2009-2012
Desde el 28 de octubre de 2009, Hoyer fue Ministro de Estado en el Ministerio de Asuntos Exteriores en el 2.º Gobierno de Merkel bajo el ministro de Relaciones Exteriores Guido Westerwelle. Durante ese tiempo, fue el oficial de Alemania a cargo de las relaciones germano-francesas. Renunció en 2012.
En agosto de 2011, Hoyer emitió una dura declaración criticando los planes de Dinamarca para construir nuevos puestos de control entre los dos países, insistiendo en que esta decisión unilateral de aumentar los procedimientos aduaneros en la frontera violaba la legislación europea.

### Presidente del Banco Europeo de Inversiones, 2012–presente
Sobre la base de una nominación por parte del gobierno alemán, Hoyer fue nombrado presidente y miembro del Comité de Dirección del Banco Europeo de Inversiones en 2012, sucediendo a Philippe Maystadt. Entre sus competidores para el puesto cabe mencionar a Magdalena Álvarez, que en ese momento era uno de los ocho vicepresidentes del BEI. En 2017, Hoyer fue reelegido para un segundo mandato de seis años.
En 2012, Hoyer pidió un nuevo Plan Marshall —programa financiado por los Estados Unidos que revivió las economías europeas después de la Segunda Guerra Mundial— que se lanzará para reanimar la economía griega, involucrando tanto la inversión privada como la pública. Dijo que el BEI tenía los recursos para invertir en infraestructura griega y apoyar a los bancos griegos para reactivar la concesión de préstamos a las empresas.
Tras la buena actuación de su partido en las elecciones alemanas de 2017, se citó a Hoyer como posible candidato para suceder a Wolfgang Schäuble y asumir el cargo de Ministro Federal de Finanzas.

## Otras actividades
- Oficina de Berlín del Comité Judío Estadounidense (AJC), miembro de la Junta Asesora
- Fundación Premio Carlomagno, miembro de la Junta
- European Leadership Network (ELN), Miembro
- Movimiento Europeo Internacional, miembro del Consejo Honorario[12]
- Sociedad Alemana-Argelina, Presidente
- Consejo Alemán de Relaciones Exteriores (Deutsche Gesellschaft für Auswärtige Politik), miembro del Comité Directivo[13]
- Instituto de Política Europea (Institut für Europäische Politik), miembro de la Junta de Síndicos
- Fundación Ludwig Erhard, miembro

## Vida personal
Hoyer está casado y tiene dos hijos.